# Georges Louis Marie Dumont de Courset
Georges Louis Marie Dumont de Courset (Boulogne-sur-Mer, 16 settembre 1746 – 3 settembre 1824) è stato un botanico e agronomo francese.

## Biografia
Figlio del barone Georges Dumont de Courset e di Louise Caroline Livie Honbronne D'Aviglien(o anche Houbronne D'Auvrighen), studiò a Parigi, dove mostrò un'attitudine per la musica e il disegno. Arruolatosi nell'esercito a 17 anni, fu inviato nei Pirenei e divenne sottotenente.
Abbandonò la sua carriera militare e tornò a Courset per costruire un ampio giardino che divenne famoso per la varietà delle specie vegetali presenti. Cercò di far cambiare le tecniche agricole impiegate nella propria regione e, protetto da André Thouin (1746-1824) e altri scienziati durante la Rivoluzione, divenne membro corrispondente dell'Institute de France.
Courset è principalmente noto per l'opera Botaniste cultivateur, ou description, culture et usage de la plus grande partie des plantes étrangères, naturalisées et indigènes, naturalisées et indigènes, cultivées en France et en Angleterre, rangées suivant la méthode de Jussieu.
Nel 1811, pubblicò una seconda edizione in sei volumi riveduta, ampliata e corretta. Nella prefazione spiega di aver aggiunto su richiesta di numerosi lettori alcuni capitoli dedicati alle piante presenti nel suo giardino domestico, nel quale si trovavano almeno 4.000 specie esotiche e varietà di pregio per le loro qualità estetiche. Esso era meno sontuoso di altri orti botanici progettati dagli architetti in tutto il Paese, ma costituiva un raro esempio di giardino collinare privo di un proprio sistema di irrigazione naturale. In questi volumi, Dumont de Courset descrisse 8.700 specie, indicandone le caratteristiche e la modalità di coltura.

## Pubblicazioni
- (FR) Mémoires sur l’agriculture du Boulonnois et des cantons maritimes voisins, 8 voll., Boulogne, François Dolet (tipografo), 1784. URL consultato il 9 giugno 2019 (archiviato il 9 giugno 2019). (in-8°, 50 fogli)
- (FR) Le Botaniste cultivateur, ou description, culture et usage de la plus grande partie des plantes étrangères, naturalisées et indigènes, cultivées en France et en Angleterre, rangées suivant la méthode de Jussieu, su gallica.bnf.fr, 5 voll., Parigi, Arthus Bertrand  (tipografo), 1802-1805. URL consultato il 9 giugno 2019 (archiviato il 9 giugno 2019).
- (FR) Le botaniste cultivateur, ou description culture et usage de la plus grande partie des plantes rangées suivant la méthode de Jussieu, 7 voll., 2ª ed.ne, Parigi, Déterville et Goujon, 1811-1814.